# Taquirari
El taquirari es una danza y género musical tradicional del oriente boliviano, especialmente de los departamentos de Santa Cruz, Beni y Pando.Su origen podría estar relacionado con la veneración indígena a la flecha (takiríkire en moxeño) o con el término guaraní tairarí, que significa “tararear o cantar una canción”.Con el tiempo, el Taquirari fusionó elementos indígenas y europeos, adaptándose a las influencias de las misiones jesuíticas.
Esta danza, caracterizada por movimientos cadenciosos y el uso de pañuelos, ha sido interpretada con guitarras, cajas y bandas de viento. A lo largo del tiempo, el Taquirari ha sido enriquecido por compositores bolivianos, convirtiéndolo en un símbolo de la identidad cultural de la región oriental de Bolivia.También se ha extendido a algunas zonas del norte de Chile, donde es parte de las festividades regionales,y al noroeste argentino

## Origen

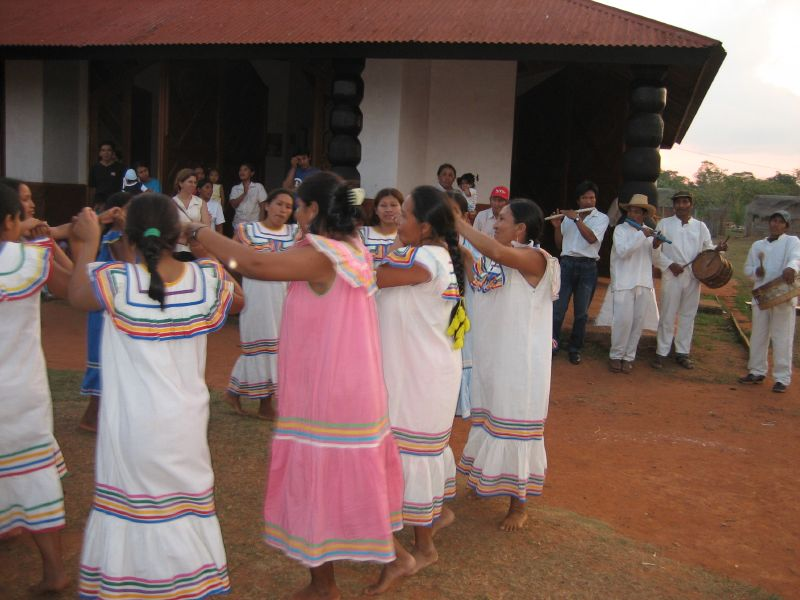
Mujeres bailando taquirari

El Taquirari es una danza folklórica originaria de la región oriental de Bolivia, especialmente de los departamentos de Santa Cruz, Beni y Pando. Su origen podría estar vinculado con la veneración indígena a la flecha, conocido en moxeño como takiríkire, lo que sugiere que la danza surgió como parte de antiguos rituales relacionados con este instrumento de caza.
Con la llegada de los españoles, la danza moxeña incorporó elementos de la vestimenta colonial y se adaptó a los rituales católicos. Según el historiador Germán Coimbra Sanz, también habría recibido influencia de la sardana de Cataluña.
Existen registros de su práctica en el siglo XIX.Se menciona, por ejemplo, que el guerrillero cruceño Cañoto interpretaba en su guitarra melodías al ritmo del trote de su caballo durante la lucha contra los españoles.
Otra teoría sobre su origen, propuesta por Molina Ruiz (s.f.), sostiene que el término taquirari podría derivar de la palabra guaraní tairarí, que significa "tararear o cantar una canción". Esta hipótesis sugiere una conexión cultural con el Arete ava-guaraní, una danza tradicional guaraní, lo que indicaría una influencia más amplia de los pueblos indígenas de la región.

## Coreografía
Para bailar Taquirari, la pareja debe estar frente a frente y con las manos agarradas. Los saltos son marcados por un ritmo movido, un poco menos que el carnavalito, y las variaciones a veces improvisadas por los músicos.
Las figuras que se marcan son libres, pero las más comunes son:
Agarrados de las manos, frente a frente, la pareja gira en remolino a un lado y luego al otro;
Ganchos: Cruzando el brazo derecho y con frentes opuestos, la pareja gira en remolino; cambian el brazo y luego giran en sentido contrario;
Rueda: Las parejas forman una rueda, intercalados y tomados de las manos, se desplazan en ambos sentidos. En un salto levantan las manos y en otro los bajan;
Viborita: Tomados de la mano, las parejas rompen la rueda y avanzan en figuras de zig zag llevados por la cabeza.
En todas las figuras el paso siempre es el mismo.
El Taquirari tiene una clara influencia de los bailes indígenas de la región, caracterizados por su movimiento y alegría.

## Vestimenta
La vestimenta del taquirari está a tono con el calor del trópico: camisa y pantalón de tela ligera, generalmente de color blanco, Sombrero de Saó, pañoleta al cuello, un machete en una funda sujetado a un costado con un cinturón de cuero y una pañoleta atada a la cintura. 
La mujer viste el tradicional Tipoy (vestido largo y sin mangas usado por las indígenas orientales), el cabello recogido en una o dos trenzas atada con encajes o cintas de colores, la cabeza adornada con flores coloridas de la región que le sirven para el coqueteo a la pareja, lleva también zarcillos y collares hechos con semillas de la región que resaltan su belleza y en ocasiones para demostrar su destreza baila con un cántaro sobre la cabeza o el hombro. Tradicionalmente, tanto hombres como mujeres bailan descalzos.
Pese a sus variaciones rítmicas, el Taquirari también es considerado una canción romántica, sobre todo, si se toma en cuenta sus letras casi siempre dirigidas a enamorar a la mujer o al varón.

## Expansión del taquirari al Noroeste de Argentina y Chile
El taquirari se expandió y se canta y se baila en el Noroeste Argentino y zonas del Norte de Chile, donde es muy popular en los pueblos y comarcas precordilleranas y bailada en distintas festividades religiosas, como la Fiesta de la Tirana.
El compositor boliviano Gilberto Rojas Enríquez difundió y expandió el taquirari a nivel nacional e internacional. Compuso el taquirari "Ojos Azules" que fue adaptada posteriormente en ritmo de huayño. Igualmente en Tarija compuso los taquiraris: Luna Chapaca y Guadalquivir.
Es muy popular en Jujuy donde se le adicionó un aire local, junto con la vestimenta y los instrumentos del lugar, conservando el ritmo original del taquirari boliviano. Se estima que el "takirari" de origen amazónico boliviano probablemente fue introducido al norte argentino en épocas de las guerras de independencia hispanoamericanas. Se tiene referencia documentada de que, en aquel tiempo, después de la Batalla de El Pari con el repliegue del Ejército patriota Cruceño hacia las provincias del Sur, el guerrillero José Manuel Baca incursionó en la región con un cuerpo de Caballería. Baca, apodado "Cañoto", era muy conocido por su habilidad con la guitarra, la cual le acompañaba en todas sus expediciones. Sin embargo no existen datos concretos de esa época que evidencien la presencia efectiva del taquirari para dicha época.
El intercambio cultural y comercial entre Bolivia y el Norte Argentino que data desde épocas prehispánicas, coloniales, e independentistas se fue fortaleciendo hasta la actualidad en ambos países. por un lado ritmos y bailes bolivianos como el taquirari, bailecito, entre otros se arraigan en la Argentina, por otro lado ritmos y bailes como la Chacarera se arraigan en Bolivia con un aire local.